# Nanny (série télévisée)
Pour les articles homonymes, voir Nanny.
Nanny est une série télévisée de la BBC diffusée entre 1981 et 1983.
Dans ce drame historique, Wendy Craig incarne Barbara Gray, une nounou qui s'occupe des enfants dans l'Angleterre des années 1930.

## Synopsis
Lorsque Barbara Gray quitte le tribunal de divorce, elle n'a ni argent ni travail — juste une volonté de fer et un amour pour les enfants. La troisième partie de la série se déroule à Londres pendant la Seconde Guerre mondiale.

## Distribution
- Wendy Craig : Barbara Gray (30 épisodes, 1981-1983)
- Natalie Forbes : Tilly Wilcox, Maid (14 épisodes, 1982-1983)
- John Quayle : Duke of Broughton (13 épisodes, 1982-1983)
- Jane Booker : Duchess of Broughton (13 épisodes, 1982-1983)
- Colin Douglas : Donald Gray (11 épisodes, 1981-1983)
- Jim Norton : Michael Twomey (10 épisodes, 1982-1983)
- Judy Campbell : Duchess of Broughton (9 épisodes, 1982-1983)
- Michael Lees : Phipps (7 épisodes, 1982-1983)
- Jayne Lester : Lillian Chatfield, Lady Birkwith (7 épisodes, 1981-1983)
- Richard Vernon : Duke of Broughton (6 épisodes, 1982)
- Steve Sweeney : Frank Hailey (6 épisodes, 1983)
- David Burke : Sam Tavener (5 épisodes, 1982-1983)
- Jemima Laing : Lady Elizabeth Somerville (5 épisodes, 1982-1983)
- James Hossack : Lord Henry Somerville (5 épisodes, 1982-1983)
- Anne Dyson : Granny Rudd (5 épisodes, 1981-1982)
- Anna Cropper : Antonia Rudd (5 épisodes, 1981-1982)
- Patrick Troughton : Mr. Jessop (5 épisodes, 1981-1982)
- Frank Mills : Frank Rudd (5 épisodes, 1981-1982)
- Eva Griffith : Mary Rudd (5 épisodes, 1981-1982)
- Duncan Royce : William Rudd (5 épisodes, 1981-1982)
- Patricia Hodge : Dorinda Sackville (4 épisodes, 1981-1982)
- Richenda Carey : Diana Curry-Rivel (4 épisodes, 1982-1983)
- Merelina Kendall : Sarah (4 épisodes, 1981-1982)
- Madge Ryan : Lydia Crawford (4 épisodes, 1983)